# Hans Arthur von Kemnitz

Hans Arthur von Kemnitz

Hans Arthur von Kemnitz (* 17. August 1870 in Charlottenburg; † 1. August 1955 in Freiburg im Breisgau) war ein deutscher Diplomat und Politiker (DVP, später DNVP).

## Leben und Wirken
Von Kemnitz studierte zunächst Rechts- und Staatswissenschaften in Freiburg im Breisgau, Berlin und Leipzig. Er war seit dem Wintersemester 1891/92 Mitglied der Studentenverbindung Canitz-Gesellschaft Leipzig. Seine militärische Dienstpflicht leistete er 1894 beim 2. Garde-Ulanen-Regiment in Berlin, dem er bis zur Auflösung als Rittmeister der Reserve angehörte. 1894 wurde er Gerichtsreferendar, 1896 Regierungsreferendar und 1900 Regierungsassessor beim Landratsam Pyritz. 1901 wechselte er in den Diplomatischen Dienst. Er war nacheinander in Rom, Konstantinopel, Peking und Lissabon tätig, bevor er ab 1908 zum Legationsrat befördert und als ständiger Hilfsarbeiter in der Reichskanzlei abgestellt wurde.
Aus Kemnitz' um 1909 geschlossener Ehe mit Laura Marie Antoinette, Freiin von Rosenberg (* 5. Mai 1885), ging der Sohn Hans-Henning Albert Alfred von Kemnitz (* 29. Oktober 1910) hervor. 1910 wurde von Kemnitz als Deutscher Botschafter für das Königreich Spanien nach Madrid entsandt, wo er bis 1913 verblieb. Ab 1913 war er im Auswärtigen Amt in Berlin tätig.
Ab 1914 nahm er als Rittmeister der Reserve am Ersten Weltkrieg teil. Von 1916 bis 1918 vertrat er das Auswärtige Amt als Gesandter bei der von der Obersten Heeresleitung dominierten Verwaltung der Baltischen Lande, insbesondere in Mitau, Riga und Kurland.
Am 12. November 1918 wurde er vom Auswärtigen Amt als deutscher Vertreter nach Litauen geschickt, wo er bis zum August 1919 tätig war. Danach schied er aus dem Diplomatischen Dienst aus und wandte sich der Politik zu.
Bereits 1919 trat er der von Gustav Stresemann gegründeten Deutschen Volkspartei (DVP) bei, für die er ab 1920 dem Berliner Reichstag angehörte. Im Reichstag vertrat Kemnitz, der dem rechten Flügel seiner Partei angehörte, den Wahlkreis 5 (Frankfurt/Oder). Am 7. Juni 1924 wechselte von Kemnitz, dem die politische Haltung der DVP zu weit „links“ war, von der DVP zur Deutschnationalen Volkspartei (DNVP) über. Für diese gehörte er noch bis 1928 dem Parlament an.
Während der NS-Zeit gehörte von Kemnitz dem Berliner Vorstand der Deutsch-Österreichischen Arbeitsgemeinschaft an. In dieser Eigenschaft schickte er Adolf Hitler im März 1938 anlässlich des Anschlusses von Österreich an das Deutsche Reich ein Glückwunschtelegramm.
Nach dem Zweiten Weltkrieg sah Kemnitz zwei Optionen für einen neuen Staat, der „diesen Namen verdienen soll“: Entweder einen Einheitsstaat „mit weitgehender Dezentralisation, so wie es die Weimarer Republik“ gewesen sei, oder einen Bundesstaat „mit ausreichender Zentralgewalt, so wie es das Deutsche Reich von 1871“ gewesen sei.